# Oniceni
Oniceni è un comune della Romania di 3 426 abitanti, ubicato nel distretto di Neamț, nella regione storica della Moldavia. 
Il comune è formato dall'unione di 11 villaggi: Ciornei, Gorun, Linsești, Lunca, Mărmureni, Oniceni, Pietrosu, Poiana Humei, Pustieta, Solca, Valea Enei.